# 徐州市财贸职工医院
徐州市财贸职工医院，是中华人民共和国江苏省的一所医院，为二级医院，位于徐州市镇河一街69号。

## 规模
徐州市财贸职工医院总床位160张，日门诊量194人次。